# DD del Llangardaix
DD del Llangardaix (DD Lacertae) és una estrella a la constel·lació del Llangardaix, (Lacerta). Pertany a la Associació estel·lar Lac OB1, la distància respecte al Sistema Solar s'estima en 1.700 anys llum.
Catalogada com gegant blau de tipus espectral B2III, DD del Llangardaix és un estel calent la temperatura efectiva és de 24.000 K. Té una lluminositat equivalent a 22.000 sols i una mida 8,5 vegades més gran que el del Sol. La seua metal·licitat és semblant a la de el Sol i posseeix una massa de 12,5 masses solars. Com correspon a un estel de les seves característiques, és molt més jove que el Sol, amb una edat compresa entre 11 i 23 milions d'anys.
DD del Llangardaix és una variable Beta Cephei; en aquestes variables les fluctuacions de brillantor es produeixen per pulsacions en la superfície estel·lar. Així, la seva magnitud aparent oscil·la entre +5,16 i +5,28, sent el seu període principal de 2,917 dies. S'han identificat quatre maneres addicionals, amb períodes de 4,63, 4,50, 4,74 i 4,37 hores. Tot i que la mesura de la seva velocitat de rotació projectada és de 49 km/s, l'interior de l'estrella trota a una velocitat d'almenys 100 km / s.